# LGBT à la télévision en France
 (mai 2023).
- Si vous ne connaissez pas le sujet, laissez ce bandeau (vous pouvez alors contacter les auteurs).
- Si vous supprimez le contenu mis en cause (vous pouvez préalablement contacter les auteurs),

argumentez précisément cette suppression dans la page de discussion
(un manque de référence n'est pas un argument ; une recherche réelle de référence doit avoir été effectuée, être formellement documentée).
Les lesbiennes, gays, bisexuels et transgenres (LGBT) sont présents et représentés à la télévision en France dans les séries télévisées, les téléfilms, les émissions et les documentaires.

## Histoire
Dans la sitcom Les Filles d'à côté, diffusé sur TF1 de 1993 à 1995, ainsi que dans sa suite, Les Nouvelles Filles d'à côté, diffusé sur la même chaîne de 1995 à 1997, le personnage de Gérard, prof de sport, culturiste, dont l'homosexualité est supposée mais jamais affirmée, et soulignée par un comportement ouvertement efféminé et maniéré, à la grande surprise des téléspectateurs, épouse une femme à la fin de la série.
Un pas a été franchi avec l'arrivée en 2005 du couple formé par Thomas Marci et Nicolas Barrel dans la série télévisée de France 3 Plus belle la vie. Traité de façon assumée, avec moins de pathos et de revirements sexuels que le personnage de Laurent Zelder dans Avocats et Associés sur France 2 ou celui de Gaël dans La Vie devant nous sur TF1, ce couple marseillais apporte une image plus banalisée et intégrée de l'homosexualité. Clara Sheller donne aussi à voir l'homosexualité via le personnage de JP et touche du doigt la bisexualité par l'intermédiaire du personnage de Gilles. Les chaînes françaises commencent peu à peu à envisager la possibilité d'avoir des personnages gay ou bisexuels comme héros de série. En 2006, le policier gay Kevin Laporte est l'un des Bleus sur M6. En 2010 sur Arte, l'un des Invincibles de la série éponyme s'avère être bisexuel.
En 2017, France Télévisions produit pour sa plateforme de fictions web Studio 4 sa première série LGBT, Les Engagés, créée par Sullivan Le Postec qui chronique en 10 épisodes de 10 minutes la vie de militants d'un centre gay et lesbien à Lyon. La diffusion commence le 17 mai 2017, journée internationale de lutte contre l'homophobie. La série revient en 2018 pour une deuxième saison.
Plusieurs séries abordent le temps d'un épisode les questions LGBT :
- Joséphine, ange gardien (TFI, 2000) : dans le premier épisode de la saison 4, Une famille pour Noël, Joséphine vient en aide à une adolescente dont le père a refait sa vie avec un homme[2].
- Clash (France 2, 2012) : le cinquième épisode est centré sur Cassius, un adolescent gay[3].
- L'Instit (France 2, 1998) : dans l'épisode 23, Le bouc émissaire, Victor Novak est envoyé en remplacement dans une école primaire où le père de l'un des élèves a refait sa vie avec un homme et dont le nouveau compagnon de la mère de l'enfant est homophobe. L'Instit tentera de régler le conflit pour le bien être de l'enfant et abordera le sujet de l'homophobie en classe.
- Femmes de loi : dans le premier épisode de la saison 4, Intime conviction, les deux protagonistes enquêtent sur le meurtre d'une jeune lesbienne[4].
- Madame le Proviseur (France 2, 2000) : dans l'épisode 2 de la saison 5, Jardin privé, un élève ouvertement gay révèle l'homosexualité de son professeur de musique[5].
- Marc Eliot (TFI, 1998), saison 1; épisode 1[6]:
- Famille d'accueil (France 3, 2001) : un épisode est consacré à l'homosexualité, saison 9, épisode 1 [7]Hors Jeu : Marion accueille Arthur, un jeune lycéen passionné de rugby qui découvre son homosexualité avec son ami Jonathan.

L'apparition de personnages trans dans Plus belle la vie en 2018, et en particulier le fait que le rôle de Dimitri soit joué par un acteur trans, marquent « un tournant sur la visibilité de la transidentité » d'après la sociologue des médias Karine Espineira.
Du côté des fans français, la réception de ces nouvelles figures médiatiques LGBT nationales n'est pas toujours vécue comme un gage de visibilité et d’acceptation. Comme le soulignent Mélanie Bourdaa et Arnaud Alessandrin, en comparant avec les productions étrangères, américaines notamment, ils restent vigilants quant aux fictions et aux personnages traitant de leurs identités.

## Séries télévisées
| Titre                                  | Années | Années | Chaîne          | Personnages |
| Titre                                  | Début  | Fin    | Chaîne          | Personnages |
| -------------------------------------- | ------ | ------ | --------------- | --- |
| Une famille formidable                 | 1992   | 2018   | TF1             | - Nicolas (bisexuel) - Marie (lesbienne) - Alex - Marc - Thierry - Lucas - Hugo |
| Beaumanoir                             | 1992   | 1992   | France 2        | Charles Maranne |
| Les Cœurs brûlés                       | 1992   | 1992   | TF1             | Marc Leroy |
| Jalna                                  | 1994   | 1994   | France 2        | Arthur Leight |
| Terre indigo                           | 1996   | 1996   | TF1             | Diego Benaviles |
| Sous le soleil                         | 1996   | 2008   | TF1             | - Benoît Chouchan (gay) - Thierry Adam (gay) - Victor (gay) - Raphaël (gay) - Mélodie (lesbienne) |
| Les Zinzins de l'espace                | 1997   | 2006   | France 3        | - Candy Hector Caramella (gay, non-binaire), |
| PJ                                     | 1997   | 2009   | France 2        | - Nadine et Tina (en couple, saisons 8 et 9) - Maud Saurin |
| Avocats et Associés                    | 1998   | 2010   | France 2        | - Laurent Zelder - Paul - Jean-Bern |
| Crimes en série                        | 1998   | 2003   | France 3        | Pierre Denard |
| Boulevard du Palais                    | 1999   | 2016   | France 2        | Pascal Jagot et Christophe (couple) |
| Famille d'accueil                      | 2001   | 2016   | France 3        | - Juliette (bisexuelle) - Céline Vallier (lesbienne) |
| Caméra Café                            | 2001   | 2003   | M6              | - Frédérique Castelli (bisexuelle) - Philippe Gatin (gay) |
| Sœur Thérèse.com                       | 2002   | 2011   | TF1             | - Bertrand Tardy (gay) |
| La Vie devant nous                     | 2002   |        | TF1             | - Gaël - Constant |
| Plus belle la vie                      | 2004   | 2022   | France 3        | - Thomas Marci (gay, présent depuis la première saison) - Nicolas Barrel (compagnon de Thomas (saisons 1 - 3)) - Florian Estève (compagnon de Thomas (saisons 4 - 6)) - Gabriel Riva (époux de Thomas (à partir de la saison 7)) - Céline Frémont (bisexuelle) - Virginie Mirbeau (compagne de Céline) - Léa Leroux et Cristal (en couple) - Camille Dautret (lesbienne) - Antoine Bommel (homme transgenre) - Tom Gassin (gay) - Eric Norman (gay) - Eddie (gay) - Luis Careille (gay) - Christelle Le Bihac (lesbienne) - Romain Blanchard |
| Clara Sheller                          | 2005   | 2008   | France 2        | - JP (gay) - Ben et Gilles (bisexuels) |
| Faites comme chez vous !               | 2005   | 2006   | M6              | Rémi et Julien (couple) |
| Vénus et Apollon                       | 2005   | 2009   | Arte            | - Margot et Miss Angie (bisexuelles) - Jo (lesbienne) - Anita (femme transgenre) |
| SOS 18                                 | 2005   | 2010   | France 3        | Djamel (saison 1, bisexualité supposée) |
| Les Bleus, premiers pas dans la police | 2006   | 2010   | M6              | Kevin Laporte et Yann Berthier (couple) |
| Cœur Océan                             | 2006   | 2011   | France 2        | - Nils (saison 1) - Sharon (saison 2) - Daphnée et Manon (en couple, saison 4) |
| Équipe médicale d'urgence              | 2006   | 2010   | France 2        | Nico Barbier |
| Suspectes                              | 2007   | 2007   | M6              | Gabriel (gay) |
| Nos années pension                     | 2007   | 2008   | France 2        | Rose Bercot (bisexuelle, saisons 1 et 2) |
| La Prophétie d'Avignon                 | 2007   | 2007   |                 | Gil et Mehdi (couple pacsé, personnages secondaires) |
| Fais pas ci, fais pas ça               | 2007   | 2017   | France 2        | - Charlotte Lepic (lesbienne) - Marie (bisexuelle) - Ysée (lesbienne) - Géraldine (lesbienne) - Martha (lesbienne, femme de Charlotte) - Henry (gay) |
| Cinq Sœurs                             | 2008   | 2008   | France 2        | Emmanuelle Mattei dite Manu |
| Code barge                             | 2008   | 2008   | TFI             | Gary (gay) |
| Seconde Chance                         | 2008   | 2009   | TF1             | Soren et Stéphane Lansac (couple) |
| Camping Paradis                        | 2009   |        | TF1             | - Sébastien Pommier (gay, épisode Une fiancée presque parfaite, saison 7, épisode 4) - Jean-Pi et Hervé (couple, saisons 1-3) |
| La Nouvelle Maud                       | 2010   | 2012   | France 3        | Lulabelle, (femme transgenre) (interprétée par Pascal Ourbih, actrice transgenre) |
| Les Petits Meurtres d'Agatha Christie  | 2009   |        | France 2        | - Émile Lampion (gay, saison 1) - Duval (gay, saison 1, épisode 1) - Jeanne Weiss (lesbienne, saison 1, épisode 6) - Alice Avril (bisexuelle, liaison lesbienne dans l'épisode 18, saison 2) - Thierry Noël, fils du commissaire (gay, saison 2) - Frédéric « Fred » Dulac (lesbienne, saison 2) |
| La vie est à nous                      | 2009   | 2009   | TF1             | - Garance - Kelly - Marion - Candice |
| Pigalle La Nuit                        | 2009   | 2009   | Canal+          | Erika (femme transgenre) (interprétée par Stéphanie Michelini, actrice transgenre) |
| Clem                                   | 2010   |        | TF1             | - Bruno et Didier (saisons 1 et 2) (gays) - Vic et Sabine (saisons 3 à 5) (lesbiennes) - Dimitri (saisons 5 à 7) (bisexuel) - Lucas (saisons 5 à 7) (gay) - Hicham (gay) (saisons 1 à 8) - Aurélien (mari d'Hicham) (saison 8) - Victoire Brimont (bisexuelle) (saison 3-) - Alex (non-binaire) (saison 12 - ) |
| Maison close                           | 2010   | 2013   | Canal+          | - Véra (bisexuelle) - Hortense Gaillac (lesbienne) |
| Les Invincibles                        | 2010   | 2011   | Arte            | Vince (bisexuel) |
| La Nouvelle Maud                       | 2010   | 2012   | France 3        | Ben Lambert |
| Les Hommes de l'ombre                  | 2012   | 2016   | France 2        | Philippe Deleuvre (Premier ministre)[réf. nécessaire] |
| Les Revenants                          | 2012   | 2015   | Canal+          | Julie et Laure (couple) |
| Ainsi soient-ils                       | 2012   | 2015   | Arte            | Guillaume Morvan (séminariste), Emmanuel Charrier (séminariste qui quitte le séminaire) |
| Nos chers voisins                      | 2012   | 2017   | TF1             | - Jacques-Étienne Dubernet-Carton (gay) - Émilie Vercouse (lesbienne) |
| Falco                                  | 2013   | 2016   | TF1             | - Eva Blum (lesbienne) - Laure Spitzer (en couple avec Eva dans la saison 3) |
| Cut !                                  | 2013   |        | France Ô        | - Lucile Dermenonville (bisexuelle) - Maître Pierre-Marie Zeller (bisexuel) - Mathis Bellerose (bisexuel) - Sofia (bisexuelle) |
| Candice Renoir                         | 2013   |        | France 2        | - Lieutenant Valentine Atger (lesbienne) - Marion (lesbienne, compagne de Valentine) depuis la saison 6 |
| Dix pour cent                          | 2015   |        | France 2        | - Andréa Martel (lesbienne) - Hervé André-Jezack (gay) - Colette Brancillon (lesbienne) |
| Au service de la France                | 2015   |        | Arte            | - George Préjean dit Moïse (gay) |
| Sam                                    | 2016   |        | TF1             | - Sam (bisexuelle ou hétéro-curieuse) - Hugo (gay) - Louis (bisexuel) - Felicia (lesbienne) |
| Glacé                                  | 2017   | 2017   | M6              | - Irène Ziegler (lesbienne) |
| Louis(e)                               | 2017   |        | TF1             | - Louise (femme trans) |
| Zone blanche                           | 2017   |        | France 2        | - Martial Ferrandis "Nounours" (homosexuel) - Paul Méric (bisexuel) |
| Les Engagés                            | 2017   |        | Studio 4        | - Hicham Alaoui (gay) - Thibaut Giaccherini (gay) - Elijah Vandewalle (gay) - Claude Favre (gay) - Murielle Leko (lesbienne) - Amaury Mercœur (gay) - Bastien Lijepo (gay) - Mickaël et Liao - Paul (gay) - Rose (lesbienne) - Kenza (gay) |
| Juste un regard                        | 2017   | 2017   | TF1             | - Daniel |
| Demain nous appartient                 | 2017   |        | TF1             | - Laurence Moiret (lesbienne) - Sandrine Lazzari (bisexuelle ou pansexuelle) - Morgane Guého (femme trans & lesbienne) - Bart Vallorta (pansexuel) - Rayane Saeed (Gay) - Jack Dumas-Roussel (Gay) - Sara Raynaud (bisexuelle) - André Delcourt (Gay) - Roxanne Thiemen (lesbienne) - Gabin Gosselin (gay) - Hadrien Guerin (Fluid) - Axel Camara (gay) - Yasmine Beddiar (lesbienne) - Étienne Cochin (gay) - Hugo Quéméré (gay) - Julien Humbert (gay) - Adeline Moussière (Lesbienne)                                                     |
| La Mante                               | 2017   | 2017   | TF1             | - Virginie (femme transgenre) |
| Les Grands                             | 2017   |        | OCS             | - Ilyes |
| Les Innocents                          | 2018   | 2018   | TF1             | - Yann et Lucas |
| Skam France                            | 2018   |        | France 4        | - Lucas Lallemant (gay) - Eliott Demaury (pansexuel) - Alexia Martineau (bisexuelle) - Mickaël (gay) - Clara (ex-petite-amie d'Alexia) (saphique) - Camille (gay) - Lola Lecomte (bisexuelle) - Maya Etienne (lesbienne) - Max Bernini (homme trans) - Cléo (non-binaire lesbienne) - Cyril (gay) - Rym (lesbienne) - Maël Le Gall (asexuel) - Yanis (queer) |
| J'ai deux amours                       | 2018   |        | Arte            | - Hector (bisexuel) - Jérémie (gay) |
| Ben                                    | 2018   |        | France 2        | - Axelle Robin (lesbienne) |
| Fiertés                                | 2018   | 2018   | Arte            | - Victor et Serge |
| Les Emmerdeurs                         | 2018   |        | YouTube         | Laurène |
| Un si grand soleil                     | 2018   |        | France 2        | - Bilal Alami (gay) - Damien (gay) - Sofia Caballo (lesbienne) - Jo Real (bisexuelle) - Elise Borrel (lesbienne, en couple avec Sofia) - Simon Aubertin (gay) - Ulysse (gay) - Tiago (gay) - Robin |
| Philharmonia                           | 2019   |        | France 2        | - Léopold Saint-Just (bisexuel) - Jeff Moretti (bisexuel) |
| Osmosis                                | 2019   | 2019   | Netflix         | - Billie (non-binaire/genderfluid) - Lucas (gay) - Antoine (ex de Lucas) - Léopold (âme sœur de Lucas) |
| Family Business                        | 2019   |        | Netflix         | - Aure Hazan (lesbienne) - Tomoko - Élodie |
| Les Sauvages                           | 2019   |        | Canal+          | - Marion - Slim Nerrouche (bisexuel) - Youssouf |
| Parents mode d'emploi                  | 2019   |        | France 3        | - Dominique et Olivier (couple) |
| Mytho                                  | 2019   |        | Arte            | - Sam (non-binaire, gay) |
| Vernon Subutex                         | 2019   |        | Canal+          | La Hyène (lesbienne) |
| Les Ombres rouges                      | 2019   | 2019   | C8              | Gabriel Garnier (gay) |
| Mortel                                 | 2019   |        | Netflix         | - Audrey (lesbienne) - Céline (bisexuelle) |
| Grand Hôtel                            | 2020   |        | TF1             | - Xavier Vasseur (bisexuel ou pansexuel) - Alfred de Mariese (gay ou bisexuel) - Lucas (gay) - Thiago (gay) |
| Ici tout commence                      | 2020   |        | TF1             | - Eliott Prevost (Asexuel, pansexuel et non-binaire ; marié avec Greg) - Greg Delobel (Gay ; marié avec Eliott) - Celia Gessac (Bisexuelle) - Claire Guinot (Bisexuelle) - Jude Bergeret (Gay) - Léonard Sebbah (Gay) - Samia Naji (bisexuelle) - Bérénice Leblond (Lesbienne) - Carla Furiani (Bisexuelle ou Pansexuelle) - Olivia Listrac (Bisexuelle) - Marius Carlota (Gay) - Aurélien Canella (Gay) - Yann (Gay) - Lilian (Gay) - Virgile (Gay) - Stella Matret                                                                         |
| César Wagner                           | 2020   |        | France 2        | - Dr Arthur Weiss (gay) - Philomène Fischer (lesbienne) - Divers personnages dans les épisodes |
| Scènes de ménages                      | 2020   |        | M6              | - Pauline, la fille de Philippe (lesbienne) |
| La Faute à Rousseau                    | 2021   |        | France 2        | - Théo, le fils de Benjamin (gay) - Paul - Baptiste |
| Mensonges                              | 2021   | 2021   | TF1             | Vanessa (lesbienne) |
| Fugueuse, prostituée par amour         | 2021   |        | TF1             | Léa (bisexuelle) |
| Le Remplaçant                          | 2021   |        | TF1             | Xavier Meilleur (gay) |
| Les 7 vies de Léa                      | 2022   |        | Netflix         | - Léa (bisexuelle) - Romane (lesbienne) - Dora (lesbienne) - Stéphane (gay) |
| Chair tendre                           | 2022   |        | France 5        | - Sasha Dalca (adolescente intersexe) |
| Piste noire                            | 2023   |        | France 2        | - Émilie Karras (lesbienne) - Agnès (ex d'Émilie) - Alexia Maldini |
| Louis 28                               | 2023   |        | France.tv Slash | Flopi (gay) La Vipère (gay) |
| Bardot                                 | 2023   |        | France 2        | - Alain (gay) - Enzo (bisexuel) |
| Déter                                  | 2023   |        | France.tv Slash | - Lia (adolescente transgenre) |
| Polar Park                             | 2023   |        | Arte            | - adjudant Louvetot (gay) - Lyes, le médecin légiste (gay) |
| Split                                  | 2023   |        | France.tv Slash | - Anna (bisexuelle) - Ève Callac (lesbienne) - les amies d'Eve |
| Tout cela je te le donnerai            | 2024   |        | France 2        | - Manuel Ortigosa, veuf d'Aymeric - Aymeric Fabre de Castelmore, époux de Manuel |
| Les enfants sont rois                  | 2024   |        | Disney+         | - Sara Roussel (lesbienne) - Salomé Jonas (ex de Sara) |
| Cat's Eyes                             | 2024   |        | TF1             | - Alexia Chamade - Lili |

## Téléfilms
- La Confusion des sentiments d'Étienne Périer, France 3, 1981 ; qui traite de l'homosexualité masculine dans une relation maître-élève à l'université[50].
- Charlotte dite 'Charlie' de Caroline Huppert, France 2, 1995
- Muriel fait le désespoir de ses parents de Philippe Faucon, Arte, 1995
- L'Homme que j'aime de Stéphane Giusti, Arte, 1997 ; qui traite de la découverte de l’amour homosexuel masculin et du VIH/sida
- La Ville dont le prince est un enfant de Didier Decoin, France 2/Arte, 1997
- Tous les papas ne font pas pipi debout de Dominique Baron sur un scénario de Chris Vander Stappen, France 2/RTBF, 1998
- Pourquoi pas moi ? de Stéphane Giusti, M6, 1999
- Premières Neiges de Gaël Morel, Arte, 1999
- Juste une question d'amour de Christian Faure, France 2, 2000 ; drame qui traite de l’homosexualité masculine, des discriminations subit en raison de son homosexualité et de l'acceptation de homosexualité par sa famille et du coming out ; premier téléfilm sur le thème de l'homosexualité à la télévision[51].
- Que faisaient les femmes pendant que l'homme marchait sur la Lune ? de Chris Vander Stappen, Canal+/RTBF/TSR, 2000
- Des parents pas comme les autres de Laurence Katrian, M6, 2001
- Un amour de femme de Sylvie Verheyde, M6, 2001
- À cause d'un garçon de Fabrice Cazeneuve, M6, 2002
- Clara, cet été-là de Patrick Grandperret, 2002
- Un amour à taire de Christian Faure, France 2, 2005 ; traite de l’amour brisé de deux hommes qui subissent les percussions juive et homosexuel dans la France collaborationniste de Vichy ; son point de vue historique est discuté, il a reçu plusieurs récompenses.
- Une famille pas comme les autres d'Édouard Molinaro, France 2, 2005
- Tout contre Léo, Pink TV, 2006
- Le ciel sur la tête de Régis Musset selon un scénario écrit par Nicolas Mercier, France 2, 2007
- La Surprise d'Alain Tasma, France 2, 2007
- Monsieur Max de Gabriel Aghion, Arte, 2007
- Autopsy de Jérôme Anger, France 3, 2007
- Sa raison d'être de Renaud Bertrand, France 2, 2008
- Jamais 2 sans 3 d'Eric Summer, France 3, 2009
- Les Faux-monnayeurs de Benoît Jacquot, France 2, 2011
- Le Mari de mon mari de Charles Nemes, France 2, 2016
- Baisers cachés de Didier Bivel, RTS/France 2, 2017
- Les Innocents de Frédéric Berthe, RTBF/TF1, 2017
- Jonas de Christophe Charrier, Arte, 2018
- Il est elle de Clément Michel, TF1, 2021
- La Vie devant toi de Sandrine Veysset, France 2, 2023

## Documentaires
- Woubi Chéri, Arte, 1998.
- Au-delà de la haine, France 5 et France 2, 2005.
- Homos en banlieue, Pink TV, 2005.
- Où sont nos amoureuses, France 3, 2007.
- T'as de beaux yeux, chéri, Arte, 2007.
- Illegal Love, Canal+, 2011.
- Cocteau - Marais, un couple mythique, Arte, 2013.
- Naître père, LCP-AN, 2013.
- Ni d'Ève ni d'Adam. Une histoire intersexe, France 3, 2018.
- Océan, France.tv Slash, 2019.
- Petite Fille, Arte, 2020.
- Bambi, Canal+, 2021.
- Les Voyages de Nicky, France 5, 2023.